# Mark O'Donnell
Mark O'Donnell (Cleveland, 19 luglio 1954 – New York, 6 agosto 2012) è stato un umorista e scrittore statunitense.

## Biografia
Nato a Cleveland, Mark O'Donnell studiò all'Università di Harvard, dove scrisse per l'Harvard Lampoon. Insieme a Thomas Meehan scrisse il libretto del musical Hairspray, debuttato a Broadway nel 2002; per Hairspray Meehan e O'Donnell vinsero il Drama Desk Award e il Tony Award al miglior libretto di un musical. Nel 2007 i due collaborarono anche nella stesura della sceneggiatura dell'adattamento cinematografico del musical.
Scrisse anche diverse opere di prosa, tra cui That's It, Folks!; Fables for Friends, The Nice and the Nasty, Strangers on Earth e Vertigo Park. Insieme a Bill Irwin nel 1997 scrisse a quattro mani Scapin, un adattamento della commedia di Molière Le furberie di Scapino. Fu paroliere e librettista anche dei musical Tots in Tinseltown e Cry-Baby, per cui ottenne una seconda candidatura ai Tony Award nel 2008. Tra il 1981 e il 1982 fu tra gli sceneggiatori del Saturday Night Live e inoltre scrisse diversi articoli umoristici per The New Yorker, The New York Times e The Atlantic. Fu anche autori di due romanzi: Getting Over Homer e Let Nothing You Dismay.
Dichiaratamento omosessuale, Mark O'Donnell morì improvvisamente nella sua casa di Manhattan a cinquantotto anni.

## Filmografia

### Sceneggiatore
- Hairspray - Grasso è bello (Hairspray), regia di Adam Shankman (2007)